# The Stöned Age
The Stöned Age è un film del 1994 diretto da James Melkonian.

## Trama
Racconto delle avventure di Joe e Hubbs, una coppia di rockettari alla ricerca di ragazze.